# 東砥用村
東砥用村（ひがしともちむら）は、熊本県の中部に位置していた村。

## 歴史
- 1889年4月1日 - 遠野村、川越村、洞岳村、大井早村、畝野村、豊富村、甲佐平村、涌井村が合併して発足。
- 1955年4月1日 - 砥用町と合併し砥用町が発足。